# トルチャンチ

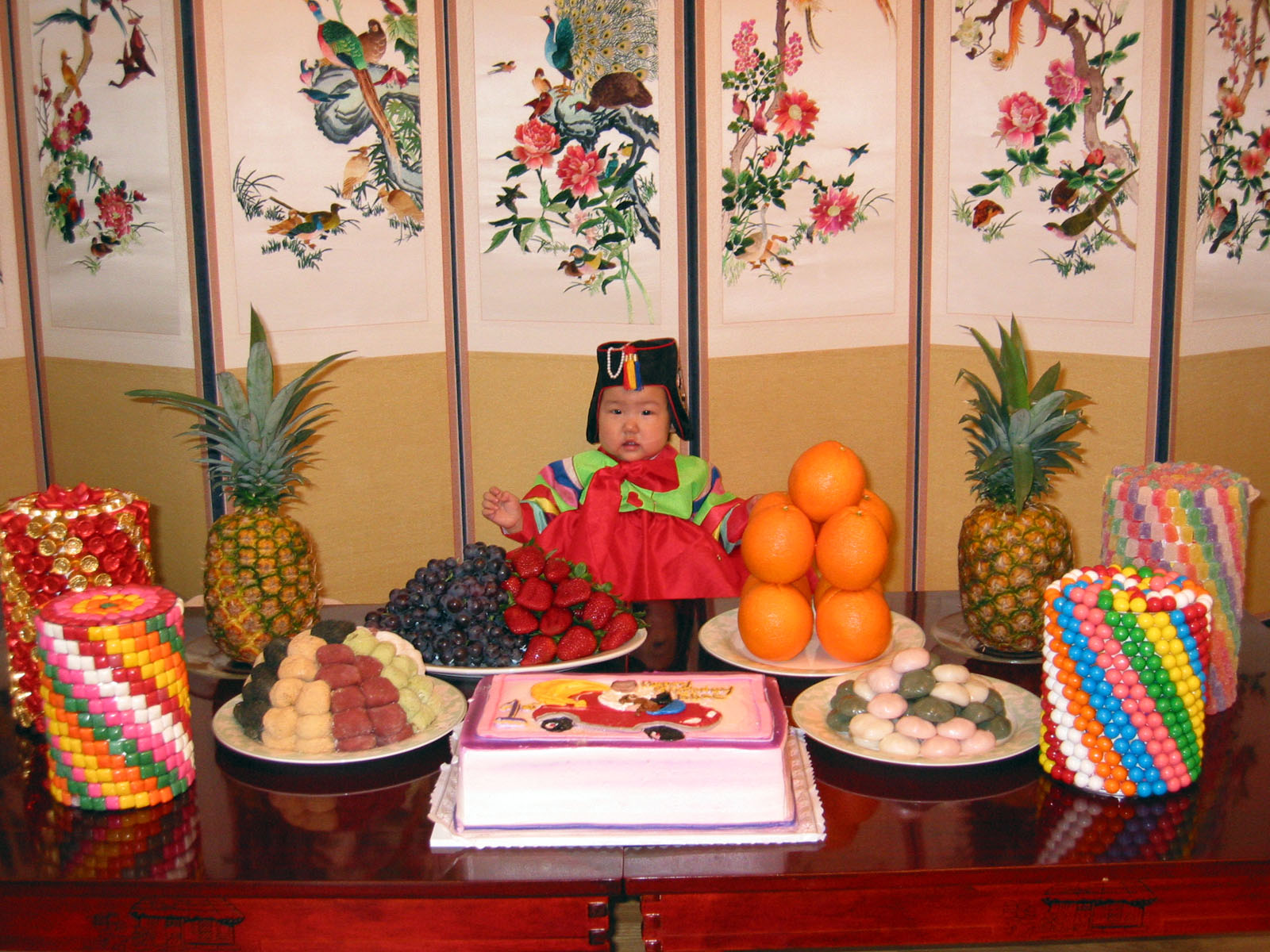
トルチャンチの様子

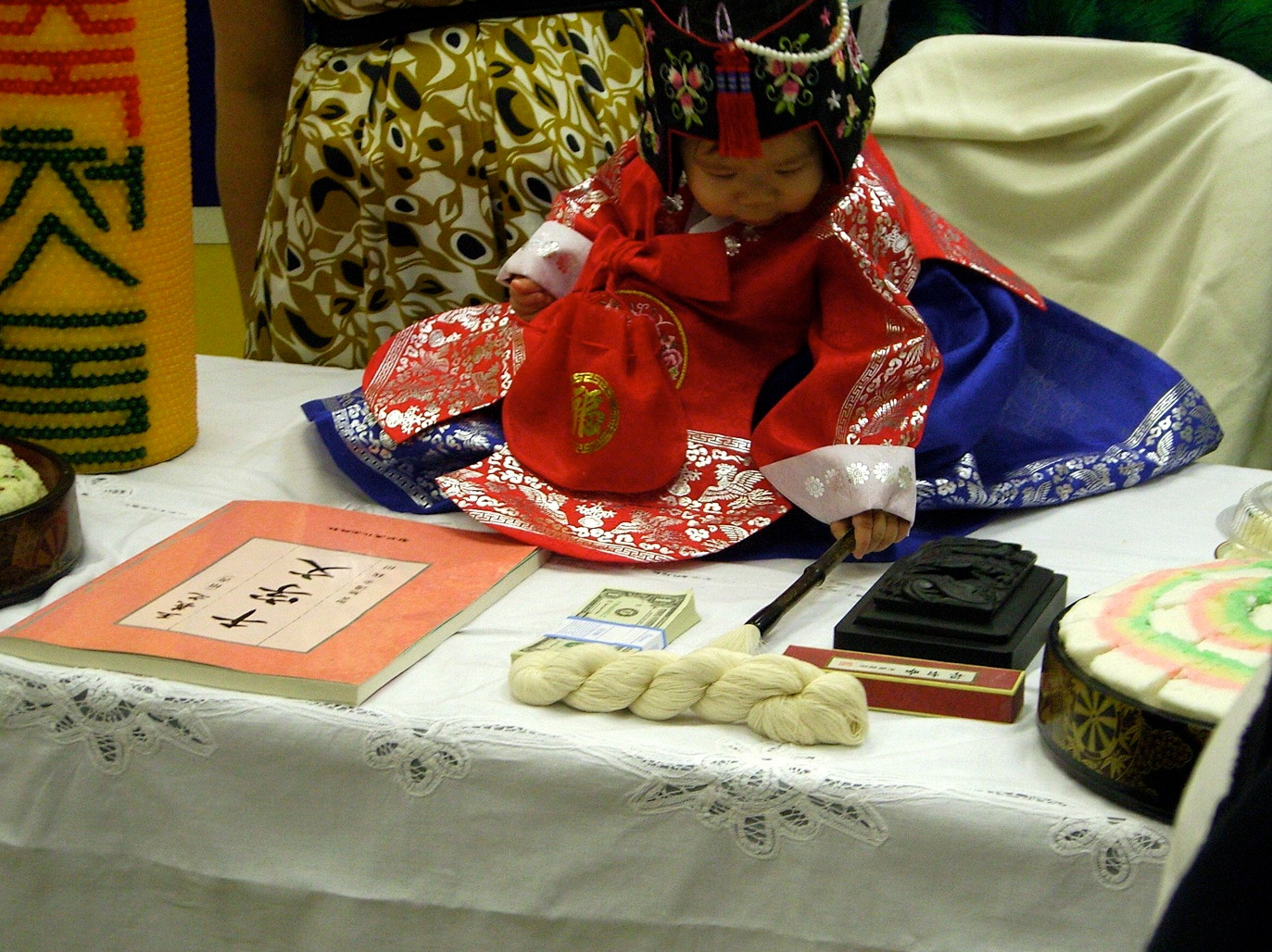
トルチャビ

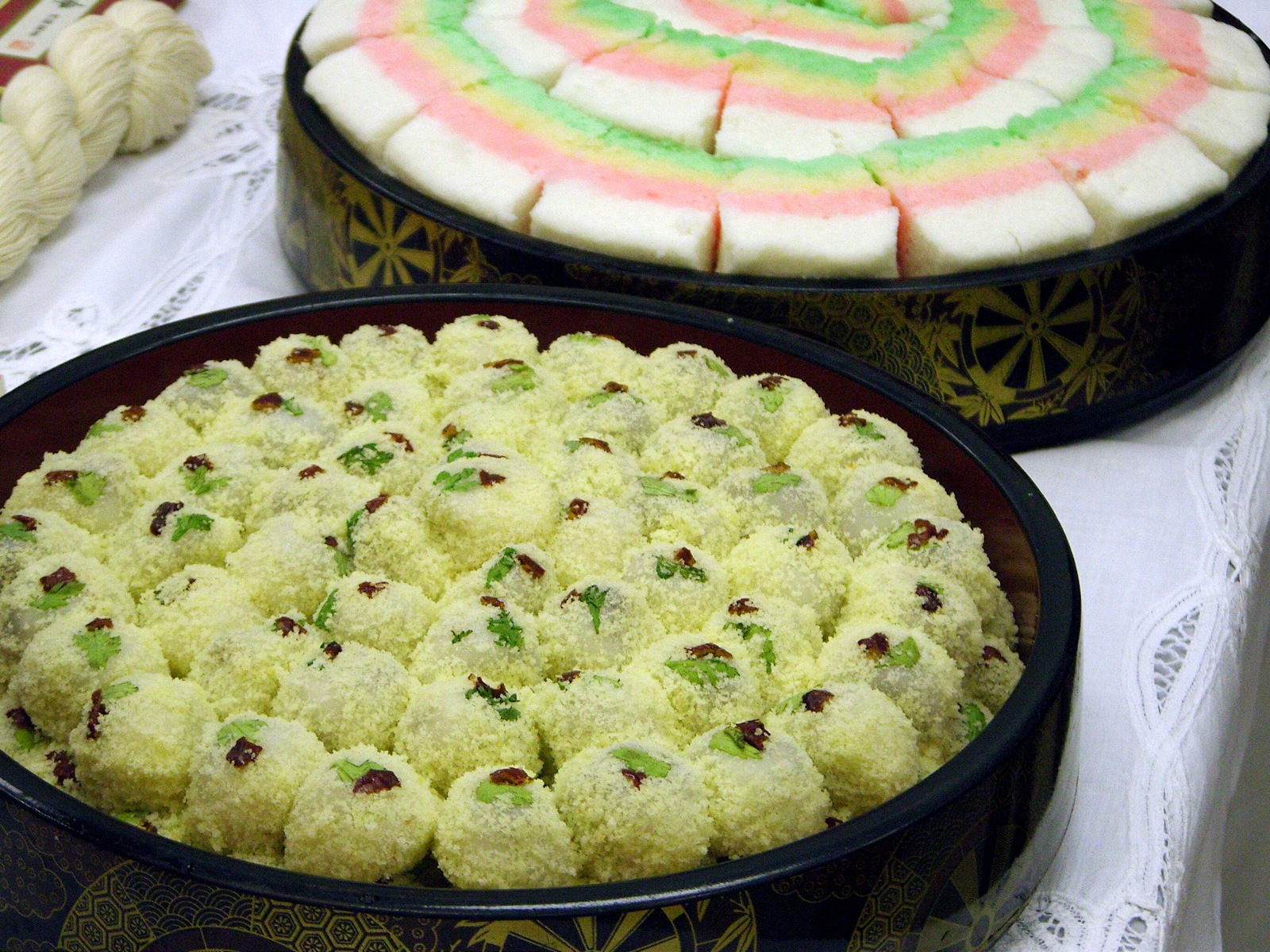
トルチャンチのお菓子

トルチャンチ（朝鮮語: 돐잔치（北朝鮮）、돌잔치（韓国））は朝鮮半島の伝統行事。赤ちゃんに朝鮮服・韓服を着せて1歳の誕生日を祝う。